# Юнчен Жуань
Юнчен Жуань (*6 червня 1981, Пекін) - китайський актор, що зіграв одну з головних ролей у культовому серіалі "Фізика чи Хімія".

## Біографія
Народився 6 червня 1981 року в Пекіні. З дитинства протягом 16 років захоплювався грою на фортепіано. Випускник театрального університету в Пекіні. Закінчив магістратуру "РАТИ-ГИТИСа", на даний момент навчається в аспірантурі. Працює актором, режисером, перекладачем, викладачем китайської мови.
Визнання початковому акторові принесла одна з головних ролей "Джана" у культовій прем'єрі серіалу "Фізика чи Хімія".

## Фільмографія
"Кухня 3" (2013) китаєць-гід
"Святитель Алексий" (2011)(рос.)
"Фізика чи Хімія" (серіал) (2011) Джан 

"Школа для товстушок" (ТВ) (2010) 

"Петя по дороге в Царствие Небесное" (2009)(рос.) 

"Люди Шпака" (серіал) (2009)  китаєць 
 
"Слід (серіал)" (2007) (рос.) 

"Марш Турецького" (серіал) (2000) 